# Anne Hathaway (Shakespeare)

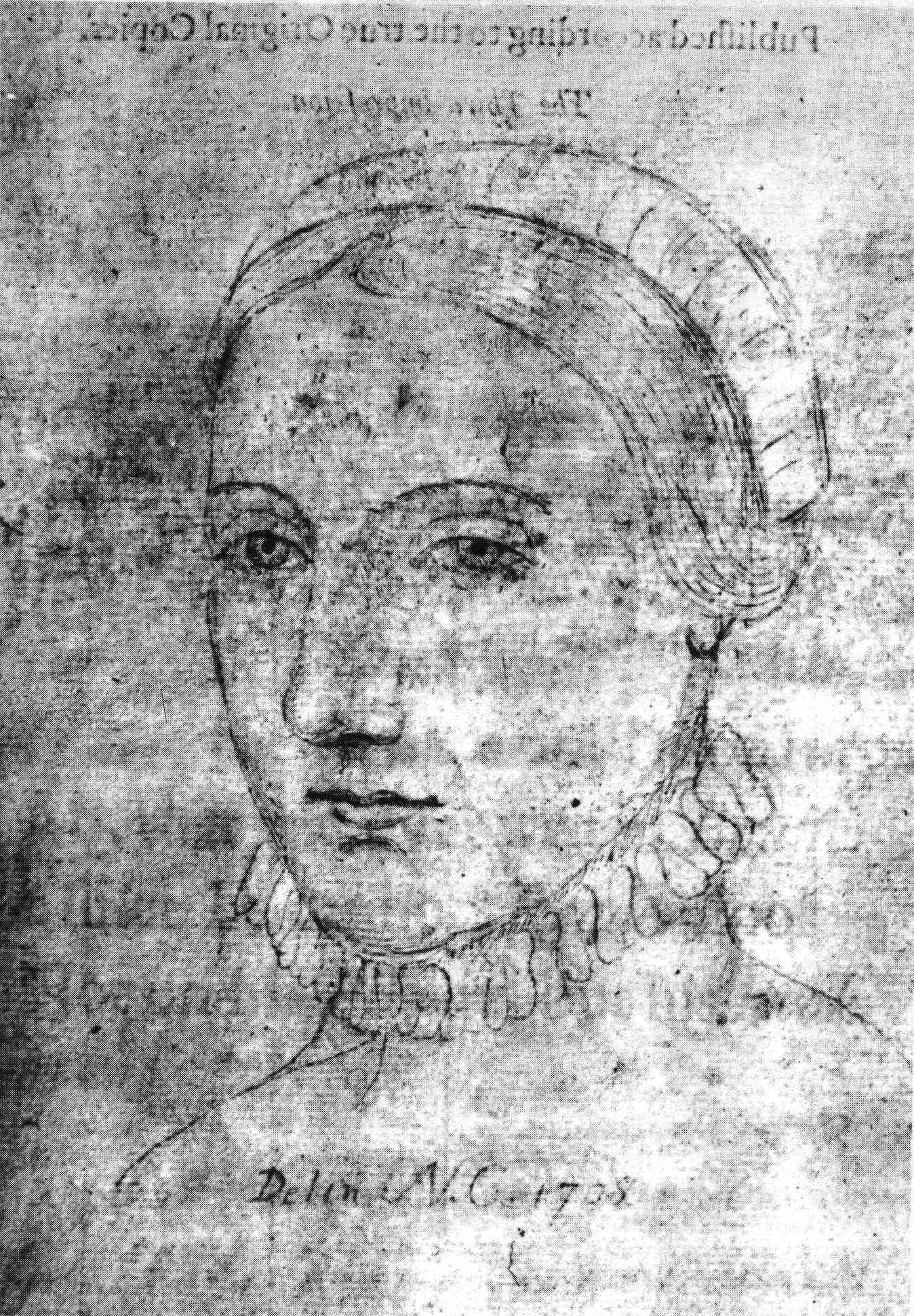
Obraz Nathaniela Curzona zřejmě z roku 1708, který se snaží vyobrazit Anne Hathaway.

Anne Hathaway (1555/56 – 6. srpen 1623) byla od roku 1582 manželka Williama Shakespeara. Je o ní známo jen velmi málo, kromě několika odkazů v právních dokumentech.

## Život
Narodila se zřejmě v Shottery, malé vesnici na západ od Stratfordu nad Avonou. Její otec Richard Hathaway byl farmář a po své smrti v září 1581 jí zanechal sumu šesti liber, třinácti šilinků a čtyř pencí, které měly být vyplaceny "v den jejího sňatku".
Za Shakespeara se provdala v listopadu 1582, když jí bylo 26 a jemu 18 let. Povolení k sňatku vydal církevní soud diecéze ve Worcesteru dne 27. listopadu 1582. Obřad byl pravděpodobně připraven ve spěchu, protože kancléř diecéze povolil, aby se ohlášky četly pouze jednou namísto třikrát, jak bylo zvykem. Důvodem spěšné svatby mohlo být její těhotenství, neboť šest měsíců poté se manželům narodila dcera Susanna, která byla pokřtěna 26. května 1583.
Věkový rozdíl, stejně jako její těhotenství, vedly ke spekulacím, že se jednalo o sňatek vynucený Anninými příbuznými. Žádné důkazy pro to se však nedochovaly.
Osiřelé ženy tehdy často zůstávaly doma, staraly se o mladší sourozence a vdávaly se až dlouho po své dvacítce. Shakespeare jako manžel příliš perspektivní nebyl, protože jeho rodina upadla do finančních potíží. Sociálně i finančně dobře zajištěná Anne by pro něj byla dobrou partií. Shakespeare byl jistě zavázaný k tomu, aby se oženil s ženou, kterou přivedl do jiného stavu, ale není důvod nepředpokládat, že to nebyl jeho záměr.
Po dvou letech manželství porodila dvojčata, syna Hamneta a dceru Judith. Obě děti byly pokřtěny dne 2. února 1585. Hamnet zemřel z neznámých příčin ve věku jedenácti let, což možná poznamenalo Shakespearovu tvorbu. Hamnetův pohřeb se konal 11. srpna 1596.
Po větší část manželství přebýval Shakespeare v Londýně a věnoval se divadelní kariéře. Když se rozhodl v roce 1613 opustit svět divadla, vrátil se natrvalo ke své ženě do Stratfordu. Zemřel 23. dubna 1616. Ve své poslední vůli zanechal své starší dceři Susanně značné množství majetku. Podmínkou bylo, aby jej předala nedotčený svému prvnímu synovi. Jeho manželka Anne je v jeho dochované závěti zmíněna jen jako dědička "druhé nejlepší postele". Britský Národní archiv uvádí, že "postele a ostatní nábytek v domácnosti byly často jediným dědictvím manželky" a že děti obvykle obdržely nejlepší kusy nábytku a vdova druhé nejlepší. V Shakesperově době byly postele majetných občanů nákladnou záležitostí a někdy stály stejně jako malý dům. Podle dobového zvyku navíc byla nejlepší postel v domě určena hostům, takže druhá nejlepší postel nejspíš byla jejich manželská postel. Shakesperův odkaz Anne tedy nebyl ani zanedbatelný, ani urážlivý, jak se může jevit v dnešní době.
Svého manžela přežila o sedm let. Zemřela v 67 letech 6. srpna 1623 a je pohřbena vedle něj v kostele "Holy Trinity Church" ve Stratfordu.

### Externí odkazy

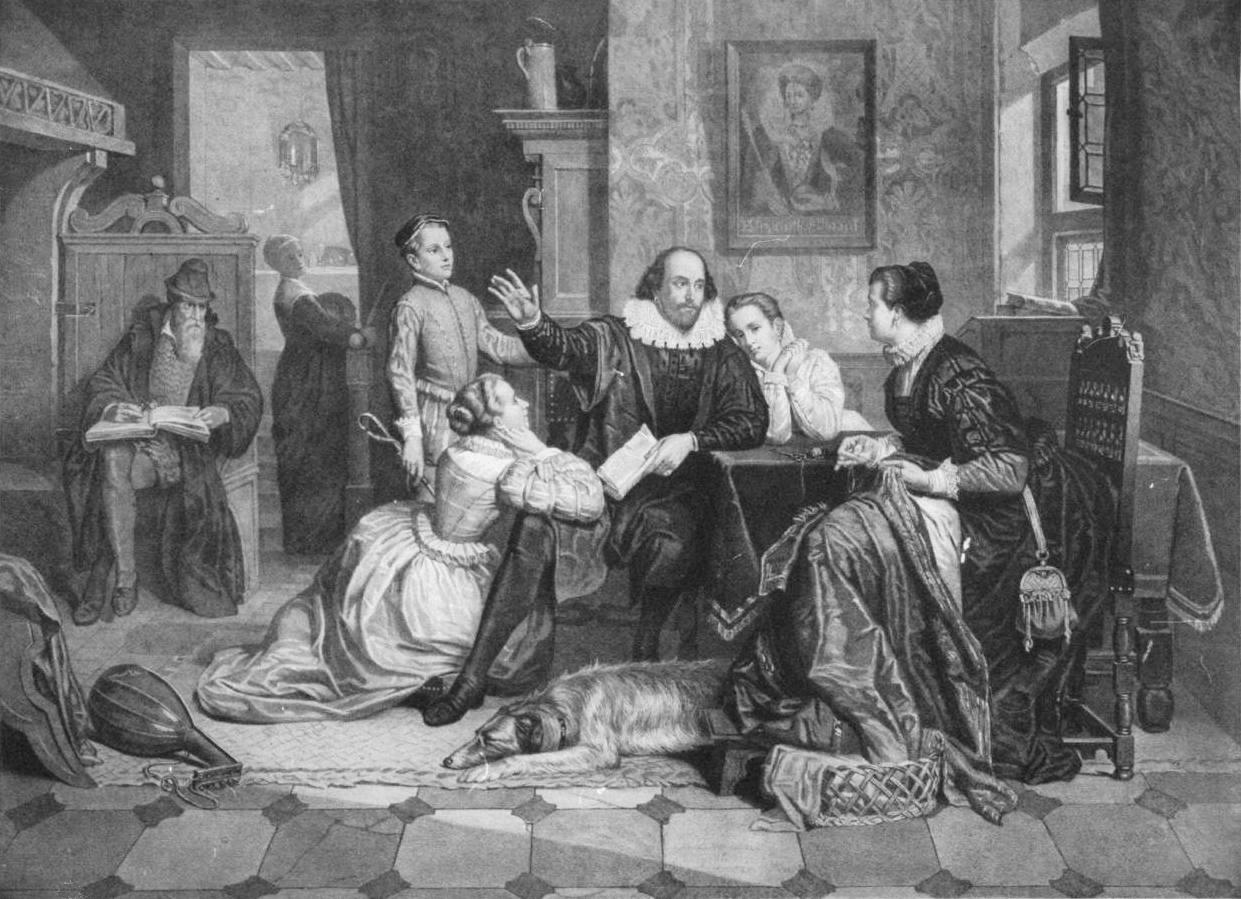
Rytina z 19. století vyobrazující Shakespearovu rodinu. Anna je vpravo jako idealizovaná manželka v domácnosti.

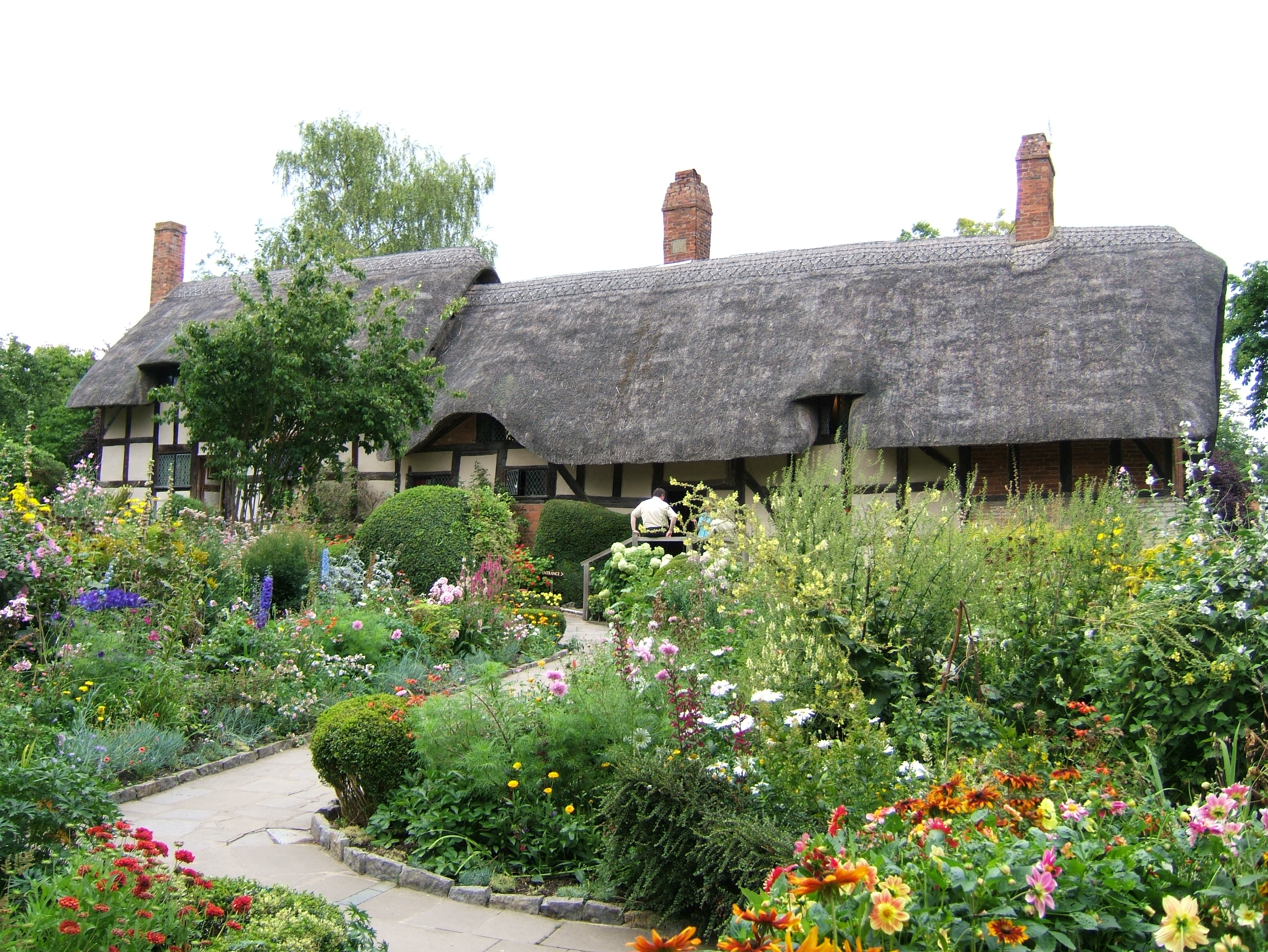
Dům rodiny Hathawayových